# 3343 Nedzel
3343 Nedzel è un asteroide areosecante. Scoperto nel 1982, presenta un'orbita caratterizzata da un semiasse maggiore pari a 2,3494008 UA e da un'eccentricità di 0,3103425, inclinata di 25,05922° rispetto all'eclittica.
L'asteroide è dedicato al professore statunitense V. Alexander Nedzel che avviò il programma di ricerca poi evolutosi nel progetto LINEAR.